# Serce Maryi

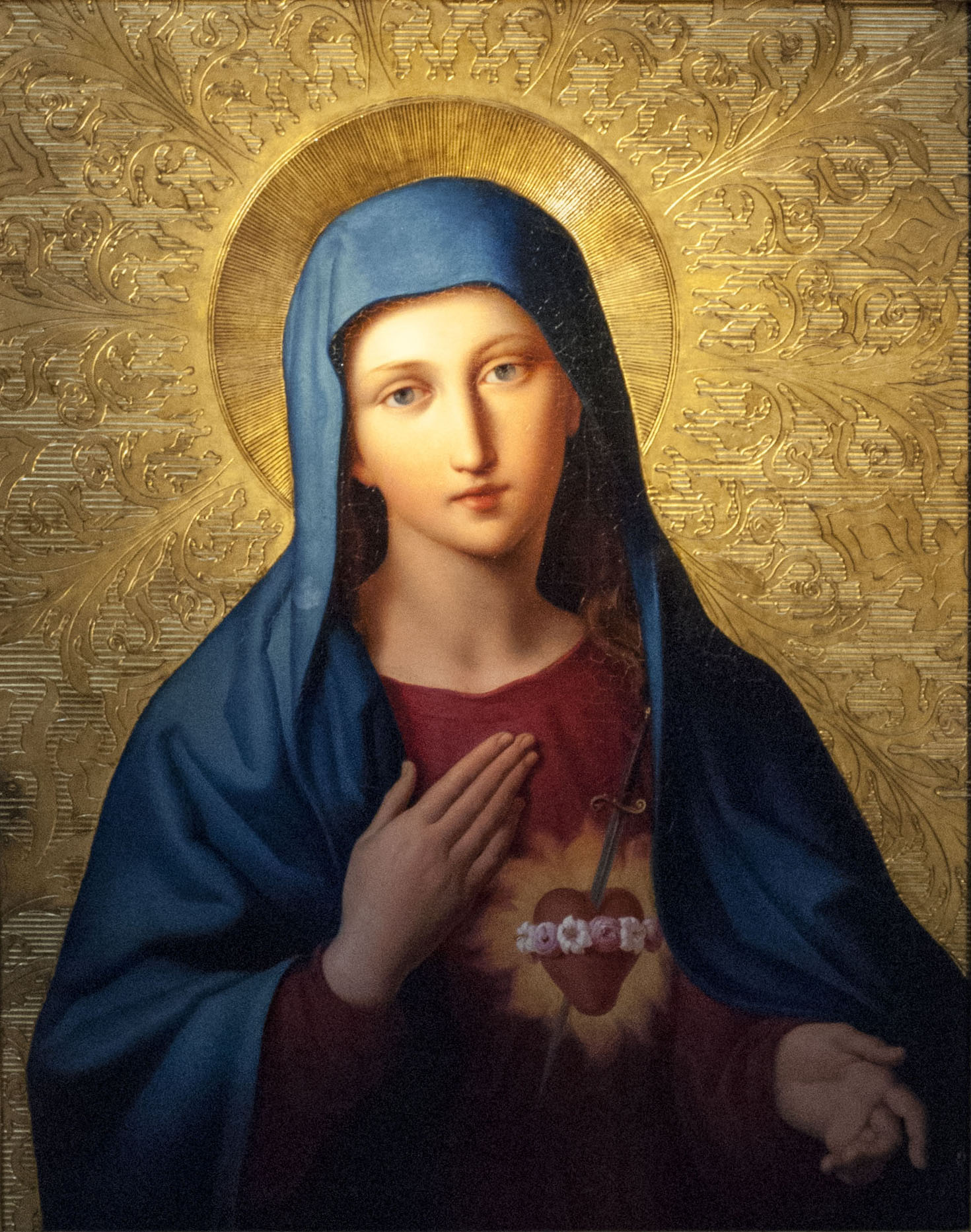
Serce Maryi, mal. Leopold Kupelwieser

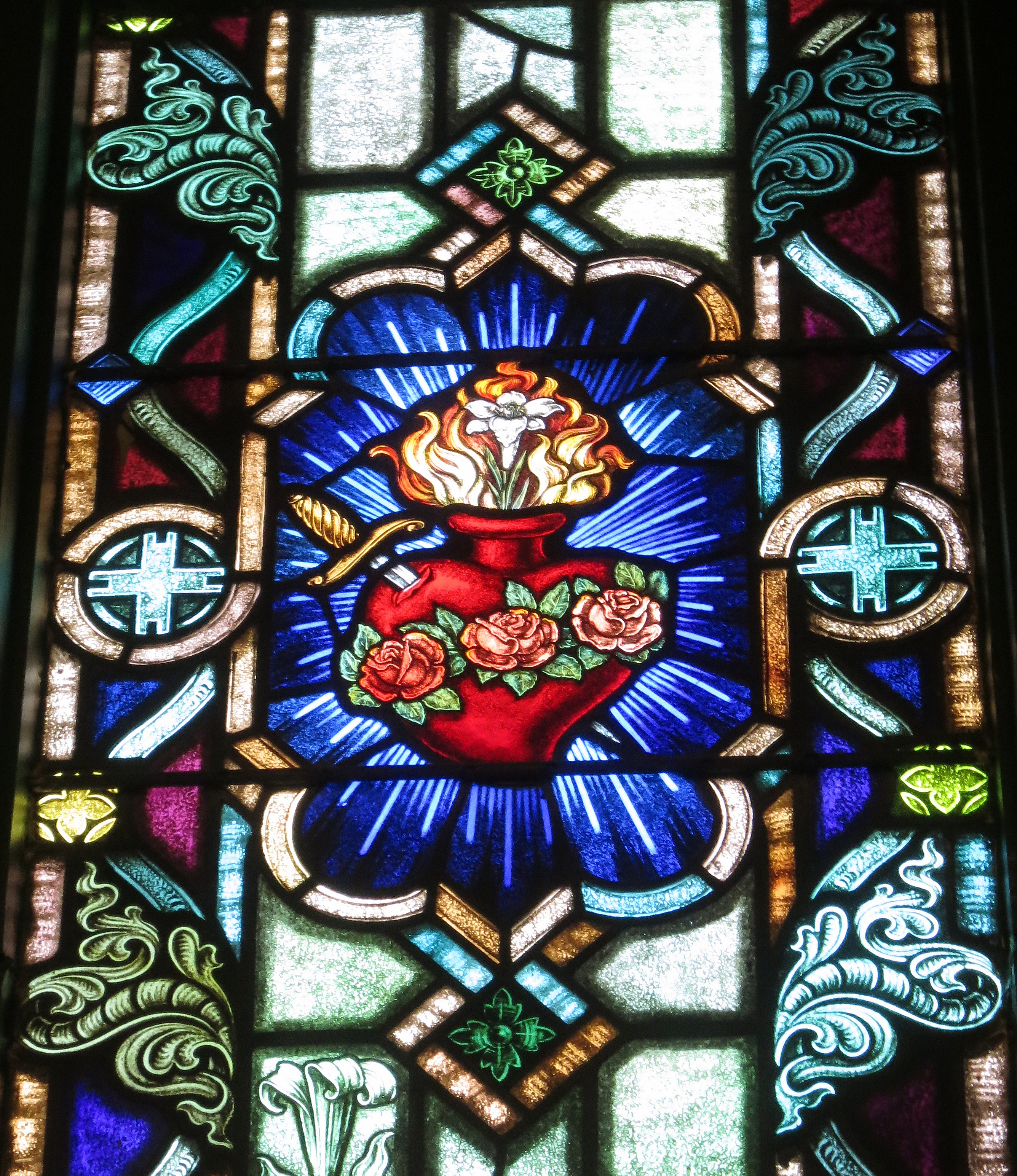
Czasami osobę Maryi symbolizuje jedynie gorejące serce, w odróżnieniu od Serca Jezusa, otoczone kwiatowym wiankiem (z lilii, róż i innych), niekiedy przeszyte mieczem i z innymi atrybutami odnoszącymi się do Męki Pańskiej – witraż z kościoła pw. św. Patryka, Junction City, Ohio, Stany Zjednoczone

Serce Maryi (Niepokalane Serce Najświętszej Maryi Panny, Najświętsze Serce Maryi, Niepokalane Serce Maryi, Najsłodsze Serce Maryi, Najczystsze Serce Maryi) – mistyczna skarbnica, (obiekt) kultu religijnego w Kościele katolickim, cześć oddawana sercu Marii z Nazaretu, Matce Jezusa Chrystusa, jako symbolowi matczynej miłości do każdego człowieka.

## Historia kultu
O Sercu Maryi jako pierwszy pisze św. Łukasz dwukrotnie w roz. 2 swojej Ewangelii, po raz pierwszy w scenie odwiedzin żłóbka narodzonego Jezusa przez pasterzy, gdy pisze:

Lecz Maryja zachowywała wszystkie te sprawy i rozważała je w swoim sercu. (Łk 2, 19)

, oraz w scenie powrotu dwunastoletniego Jezusa z Jerozolimy do Nazaretu, gdy pisze: 

Potem poszedł z nimi i wrócił do Nazaretu; i był im poddany. A Matka Jego chowała wiernie wszystkie te wspomnienia w swym sercu. (Łk 2, 51)

Sceny te były inspiracją w późniejszych wiekach, szczególnie w XII, kiedy wielu świętych: św. Anzelm czy św. Bernard z Clairvaux, a później inni, zwrócili uwagę na Serce Maryi, czcząc je w swoich modlitwach. 
Warto zauważyć, że pisma mistyczek św. Mechtyldy z Hackeborn (1241 lub 1242–1299), św. Gertrudy z Helfty (1256–1302) oraz św. Brygidy (1303–1373) zawierają „teologię kultu Serca Maryi”.
Kult Serca Maryi rozwijał się równolegle z rozwojem kultu do Najświętszego Serca Pana Jezusa. Przyczynił się do niego św. Jan Eudes (1601–1680) wysławiając Serce Maryi jako: Najświętsze Serce Maryi lub Najsłodsze Serce Maryi. Odtąd na obrazach zaczęły się pojawiać na postaciach Maryi i Jezusa wizerunki ich Serc. Ogromną rolę w kulcie Serca Maryi odegrały jej objawienia, szczególnie w 1830 św. Katarzynie Labouré, w Paryżu, gdzie na rewersie objawionego Cudownego Medalika widnieje m.in. Serce Maryi.
Do rozpowszechnienia na szerszą skalę kultu Serca Maryi przyczynił się proboszcz paryskiego kościoła Matki Bożej Zwycięskiej ks. Geretes, zakładając w 1836 specjalne Bractwo. W XIX wieku rozpowszechniło się nabożeństwo do Niepokalanego Serca Maryi, a w 1854 papież Pius IX ogłosił dogmat o Niepokalanym Poczęciu Maryi. Duże znaczenie w propagowaniu i rozwoju kultu Niepokalanego Serca Maryi miały objawienia w Fatimie z 1917. 10 grudnia 1925 s. Łucja otrzymała objawienie, gdzie Maryja zaleciła wynagradzanie za grzechy świata, poprzez przyjmowanie Komunii świętej wynagradzającej i odprawianie nabożeństwa pierwszych sobót miesiąca do jej Niepokalanego Serca.
31 października 1942 papież Pius XII poświęcił świat Niepokalanemu Sercu Maryi, a dwa lata później 4 maja 1944 wprowadził Święto Niepokalanego Serca Maryi w całym Kościele. Do reformy II Soboru Watykańskiego obchodzono je 22 sierpnia, na zakończenie oktawy Wniebowzięcia NMP, a obecnie jest to sobota po Uroczystości Najświętszego Serca Jezusowego.
Po Piusie XII, wielu papieży poświęciło świat i ludzkość Niepokalanemu Sercu Maryi, uczyniło to również duchowieństwo i wierni w niektórych krajach, m.in. w Polsce. 8 września 1946 Prymas Polski August Hlond poświęcił naszą ojczyznę na Jasnej Górze Niepokalanemu Sercu Maryi przed Obrazem Matki Bożej Częstochowskiej.
Podczas konfliktu pomiędzy Rosją i Ukrainą w 2022, papież Franciszek poświęcił 25 marca tegoż roku podczas celebracji pokutnej w bazylice św. Piotra na Watykanie oba kraje Niepokalanemu Sercu Maryi w jedności z biskupami z całego świata, aby błagać o zakończenie tego konfliktu.

## Formy kultu
Kult Serca Maryi przejawia się w:
- odprawianiu nabożeństwa do Niepokalanego Serca Maryi[10],
- ustanowieniu uroczystości Niepokalanego Serca Maryi[11],
- odprawianiu pierwszych sobót miesiąca,
- odmawianiu litanii do Niepokalanego Serca Maryi[12], nowenny do Niepokalanego Serca Maryi[13] i koronki do Niepokalanego Serca Maryi[14],
- śpiewaniu pieśni do Serca Maryi,

## Galeria
| - Niepokalane Serce Maryi - Obraz Johanna Burgaunera (1849) - Somerset, Ohio, Stany Zjednoczone, witraż z kościoła pw. Świętej Trójcy - Emblemat CMF - Figura – Panewniki, klasztor, 2014 |